# Prabowo Subianto
Prabowo Subianto, né le 17 octobre 1951 à Jakarta, est un homme d'État, militaire, homme d'affaires et homme politique indonésien, membre du Parti du mouvement de la grande Indonésie, président de la république d'Indonésie depuis le 20 octobre 2024.
Gendre du dictateur Suharto (1965 - 1998) et officier des forces spéciales, il est impliqué dans de multiples exactions au Timor oriental, en Papouasie et lors des manifestations anti-Suharto de 1998. Il est à ce titre accusé de crimes contre l’humanité par des ONG. Il s’exile brièvement à la chute du régime après avoir tenté un coup de force. À son retour, il entre dans les affaires, accumulant une fortune estimée à 150 millions d'euros, puis en politique, créant en 2008 son propre parti, Gerindra.
Candidat aux élections présidentielles de 2014 et 2019, il perd à deux reprises face à Joko Widodo, mais refuse de reconnaitre le résultat des élections. Dans le cadre d'un accord entre les formations politiques représentées au Conseil représentatif du peuple, il est nommé ministre de la Défense en octobre 2019.
Il remporte l'élection présidentielle de février 2024, avec le soutien du président sortant Joko Widodo, et le fils de celui-ci, Gibran Rakabuming Raka, comme colistier.

## Biographie

### Origines familiales
Prabowo Subianto Djojohadikusumo est né en 1951 dans une des familles les plus riches du pays et passe une grande partie de sa jeunesse en Europe. Son grand-père, Margono Djojohadikoesoemo (en), a fondé la banque Negara Indonesia dont il fut le premier directeur de 1946 à 1953 ; son père, Sumitro Djojohadikusumo, était un célèbre économiste et un ponte du Parti socialiste ayant occupé plusieurs fonctions ministérielles entre 1950 et 1978, à la fois sous les présidences de Soekarno et de Soeharto. Particulièrement proche de ce dernier, Prabowo épouse une de ses filles, Titiek Soeharto, en mai 1983. Moins d'un an plus tard, le couple donne naissance à son unique enfant : Didit Hediprasetyo (en). Titiek et Prabowo finissent par se séparer en 1998. Son frère, l’homme d'affaires Hashim Djojohadikoesoemo (en), est l’une des plus grosses fortunes d’Asie.
Il étudie à l’école américaine de Londres puis à la prestigieuse académie militaire indonésienne (en) de Magelang, lui permettant de faire ensuite carrière dans l'armée.

### Carrière militaire

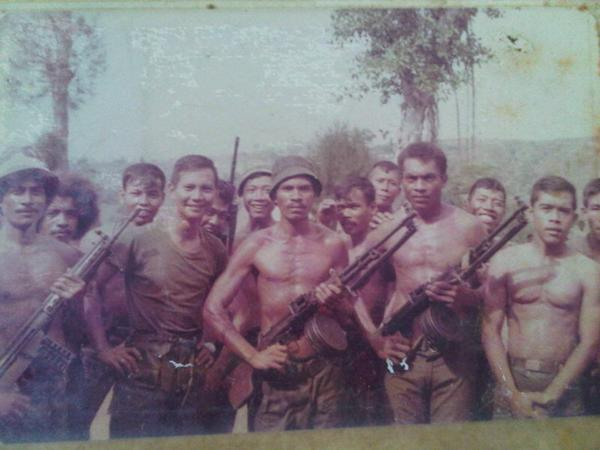
Prabowo Subianto au Timor oriental (4e à partir de la gauche, en tee-shirt vert

Militaire de carrière, Prabowo Subianto prend en 1976 le commandement d'un groupe des Kopassus (Forces spéciales de l'armée de terre indonésienne). Il participe à l'invasion du Timor oriental. Il dirige notamment le groupe qui assassine Nicolau dos Reis Lobato, le Premier ministre du Timor oriental le 31 décembre 1978.
Il suit des formations d'officier supérieur auprès de l'armée américaine à Fort Bragg et Fort Benning respectivement en 1980 et 1985.
À nouveau présent au Timor Oriental en 1983, il commande les forces spéciales responsables des massacres de Kraras. Le 16 septembre 1983, près du village de Caraubalo, les hommes du major Prabowo exécutent un groupe de guérilleros et leurs familles, femmes et enfants compris, tuant 55 personnes. Deux bébés auraient été égorgés au couteau selon une enquête d'une commission de l'ONU. Le surlendemain, environ 140 personnes, qui avaient fui une razzia de l’armée, sont abattues à la mitrailleuse dans le village de Buikarin, toujours par les hommes de Prabowo Subianto. Les survivants de ces massacres sont enfermés dans un camp de concentration gardé par les hommes de Prabowo où beaucoup meurent de famine et de mauvais traitements.
Il est ensuite promu au grade de général, puis de chef des forces de la réserve stratégique de l’armée indonésienne (Kostrad).
En 1998, alors que le régime de l’Ordre nouveau vacille, il fait enlever et torturer des étudiants et militants pro-démocratie. Il est soupçonné d’être à l’origine des émeutes de Jakarta de mai 1998, notamment dirigées contre la minorité chinoise, pour tirer parti du chaos et tenter d'empêcher la chute du régime pour en prendre la tête. Ces émeutes firent plus d'un millier de morts et occasionnèrent le viol d’environ 200 femmes.
Après la chute de la dictature, il est exclu de l’armée pour « conduite déshonorante » et vit quelques années en Jordanie. Il n'est toutefois pas inquiété par la justice, qui ne poursuit pas les responsables du régime de l'Ordre nouveau.

### Carrière politique
À son retour d'exil, Prabowo Subianto se lance dans les affaires aux côtés de son frère, un oligarque milliardaire à la tête de vastes concessions forestières et minières.
Propriétaire d'une plantation et d'une usine de pâte à papier, sa fortune est estimée à environ 150 millions d’euros.
Il s'oriente ensuite vers la politique et fonde son propre parti, le Parti du mouvement de la grande Indonésie, en 2008.

#### Élection présidentielle de 2014

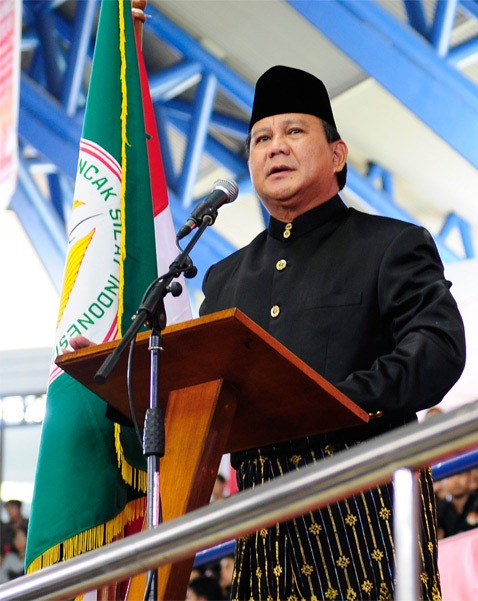
Prabowo Subianto en campagne en 2014.

Prabowo Subianto a été le candidat de son parti à l'élection présidentielle indonésienne de 2014. Au lieu d'en accepter le résultat proclamé le 22 juillet 2014 par la KPU, commission électorale indonésienne, donnant Joko Widodo vainqueur, il conteste les résultats annoncés.
Il est décrit comme proche du Front des défenseurs de l'islam, organisation extrémiste disposant de nombreux contacts au sein de l'armée et de la « bonne société ».

#### Élection présidentielle de 2019
Candidat à l'élection présidentielle de 2019, Prabowo Subianto dénonce au cours de la campagne le « viol de la mère patrie » et la « persécution des oulémas » en référence à l'interdiction du Hizb ut-Tahrir que le gouvernement accusait de terrorisme. Des messages vidéos de Habib Rizieq Shihab, le chef du Front des défenseurs de l'islam vivant en Arabie saoudite, sont diffusés pendant ses meetings. Celui-ci souligne notamment que Prabowo « ne protégeait pas les communistes, les libéraux, les croyances déviantes et les actes indécents et illicites. » Pendant sa campagne, il reste flou sur son projet et cherche plutôt à glorifier la nation indonésienne. Il perd, obtenant 45 % des voix, et conteste alors le résultat. Deux nuits d’émeutes menées par ses partisans s'ensuivent, faisant huit morts.

#### Ministre de la Défense
Le 23 octobre 2019, après avoir opéré un rapprochement avec son adversaire vainqueur, le président sortant Joko Widodo, Prabowo Subianto est nommé ministre de la Défense. Amnesty International regrette « un jour sombre pour les droits de l'Homme dans le pays », Subianto étant notamment soupçonné d'avoir personnellement supervisé massacres et tortures au Timor-Oriental et en Papouasie-Occidentale, et d'avoir fait enlever et disparaître plusieurs manifestants pro-démocratie en 1998.
D'après le chercheur australien, Damien Kingsbury, cette nomination était inévitable : « Joko Widodo reste trop vulnérable face aux islamistes, aux militaires et au DPR, la Chambre basse du Parlement ». Proche des États-Unis sur les questions de politiques extérieures, Prabowo reçoit en grande pompe le ministre américain de la Défense en octobre 2020 dans une perspective anti-chinoise.
Il est reçu avec les honneurs par Florence Parly, ministre de la Défense du gouvernement français, le 13 janvier 2020. Il achète à la France, en 2022, 42 Rafales pour un coût de 5,7 milliards d’euros. Cette transaction s’inscrit dans un projet d’achat plus large de matériel militaire pour un montant de 108 milliards d’euros sur la période 2021 - 2024.

### Élection présidentielle de 2024
Prabowo Subianto est candidat pour la troisième fois consécutive à la présidence de la république à l'occasion de l'élection présidentielle de 2024. Le président sortant Joko Widodo, qui n'est pas éligible pour un troisième mandat en raison de la limite à deux mandats fixée par la Constitution, soutient son ministre de la Défense, candidat du Parti du mouvement de la grande Indonésie (Gerindra), contre l'indépendant Anies Baswedan, ainsi que Ganjar Pranowo, candidat du Parti démocratique indonésien de lutte (PDIP). Le fils aîné de Widodo, Gibran Rakabuming Raka, est choisi comme colistier par Subianto en tant que candidat à la vice-présidence, en échange du soutien du président sortant. Subianto remporte largement l'élection dès le premier tour, avec un peu plus de 58 % des voix, la commission électorale fédérale ayant certifié les résultats et l'ayant déclaré président élu. Widodo et son fils Raka sont exclus du PDIP.

### Président de la république d'Indonésie
Prabowo Subianto est investi président de la république d'Indonésie le 20 octobre 2024, succédant à Joko Widodo.

## Relations internationales
En 2025, pour célébrer le 75e anniversaire de l'établissement des relations diplomatiques entre la France et l'Indonésie il est l'invité d'honneur du défilé du 14 juillet.

## Distinctions

### Décorations étrangères
- Membre de 1re classe de l'ordre de Laila Utama (Brunei), le 14 mai 2025[23].
- Chevalier de l'ordre royal de Sahametrei (Cambodge).
- Collier de l'ordre de Zayed (Émirats arabes unis), le 13 mai 2024[24].
- Commandeur de l'ordre national du Mérite (France), en 1997[25].
- Grand-croix de la Légion d'honneur (France), le 29 mai 2025[26].
- Grand cordon de l'ordre du Mérite militaire (Jordanie)[25].
- Grand commandeur de l'ordre de Malacca (Malaisie), le 26 juillet 2022[27].
- Grand commandeur de l'ordre de la famille royale de Johor (Malaisie), le 27 janvier 2025[28].
- Grand collier de l’ordre du Soleil (Pérou), le 14 novembre 2024.
- Ordre du service distingué (Singapour), le 21 novembre 2023[29].

## Controverses

### Paradise Papers
Il est cité en novembre 2017 dans les Paradise Papers (affaire internationale d'évasion fiscale).